# Snaarresonantie
Snaarresonantie treedt op bij snaarinstrumenten. Snaren of snaardelen die niet aangeslagen worden, resoneren in hun grondtoon of een van hun boventonen mee met aangeslagen snaren die een overeenkomstige grondtoon of boventoon hebben.
Een A-snaar gestemd op 440 Hz, resoneert mee met een E-snaar gestemd op 330 Hz, doordat respectievelijk hun 3e en 4e boventoon van 1320 Hz aan elkaar gelijk zijn.
Dit verschijnsel kan hinderlijk zijn als het onbedoeld optreedt. Elektrische gitaren hebben mede om deze reden bij de stemmechanieken soms stringtrees, waardoor de resonantie gedempt wordt. Ook achter de brug is een korte snaarlengte beter om resonantie tegen te gaan.
Snaarresonantie is bepalend voor het timbre van een snaarinstrument.
Van dit verschijnsel wordt ook opzettelijk gebruikgemaakt bij instrumentenbouw door middel van toegevoegde resonantiesnaren.
Ook de 3rd bridge-gitaar werkt op het principe van snaarresonantie.

## Instrumenten waarbij snaarresonantie in de constructie is toegepast
- Draailier
- Gdulka
- Hardangerviool
- Harpgitaar
- Koto
- Piano
- Prepared gitaar
- Prepared piano
- Sarangi
- Sarod
- Sitar
- 3rd bridge-gitaar
- Tambura
- Teorbe
- Viola d'amore